# Le Barroux
Le Barroux er en lille, fransk kommune, der findes i departementet Vaucluse og dermed i regionen Provence-Alpes-Côte d'Azur.

## Geografi
Byen er bygget på en kalkstensknude mellem Carpentras og Vaison-la-Romaine. Den har en dominerende plads, hævet over sletten med grevskabet Venaissin, og der er udsigt mod syd til Monts de Vaucluse, mod vest til Dentelles de Montmirail og mod nordøst til Mont Ventoux.

## Politik
I første valgrunde ved det seneste cantonvalg i foråret 2004 fik Front national 33% af stemmerne og blev dermed det største parti i kommunen foran venstekoalitionens 32% og højrekoalitionens 4%. Det skal bemærkes, resultatet for cantonen Malaucène i sin helhed gav Front National færre end 13%.

## Demografi
| 1962                          | 1968 | 1975 | 1982 | 1990 | 1999 |
| ----------------------------- | ---- | ---- | ---- | ---- | ---- |
| 362                           | 369  | 348  | 437  | 499  | 569  |
| De kendte tal fra og med 1962 |      |      |      |      |      |

## Monumenter
- Slottet blev oprindelig bygget i det 12. århundrede som en militær befæstning, der skulle beskytte grevskabet Venaissins sletteland mod italienernes og maurernes angreb. Det tilhørte først ridderne af Baux, men gik snart over i andre adelige familiers eje.
- I det 16. århundrede blev slottet omdannet til et renæssanceslot. Det blev misligholdt efter den franske revolution, men blev restaureret for private midler i 1929. Under krigen lod de nazistiske tropper slottet nedbrænde som hævn for et mord på tyske tropper i omegnen, men fra 1960 har nye ejere igangsat restaureringer, som dog ikke er fuldført.

I omegnen
- Det landlige kapel indviet til Skt. Christophorus.
- Spor af en akvædukt fra det 19. århundrede.
- Det benediktinske kloster Skt. Madeleine, opført fra 1978.
- Abbediet Notre-Dame de l'Annonciation, bygget kort efter.
- Kapellet "Skt. Andéol".